# Віттінгем (Нью-Джерсі)
Віттінгем (англ. Whittingham) — переписна місцевість (CDP) в США, в окрузі Міддлсекс штату Нью-Джерсі. Населення — 2348 осіб (2020).

## Географія
Віттінгем розташований за координатами 40°19′50″ пн. ш. 74°26′44″ зх. д. / 40.33056° пн. ш. 74.44556° зх. д. (40.330542, -74.445603).  За даними Бюро перепису населення США в 2010 році переписна місцевість мала площу 2,60 км², з яких 2,58 км² — суходіл та 0,02 км² — водойми.

## Демографія
Згідно з переписом 2010 року, у переписній місцевості мешкало 2476 осіб у 1416 домогосподарствах у складі 862 родин. Густота населення становила 953 особи/км².  Було 1564 помешкання (602/км²).
Расовий склад населення:
| - 95,5 % — білих - 2,2 % — чорних або афроамериканців - 2,0 % — азіатів |

До двох чи більше рас належало 0,1 %. Частка іспаномовних становила 1,6 % від усіх жителів.
За віковим діапазоном населення розподілялося таким чином: 3,3 % — особи молодші 18 років, 15,6 % — особи у віці 18—64 років, 81,1 % — особи у віці 65 років та старші. Медіана віку мешканця становила 75,3 року. На 100 осіб жіночої статі у переписній місцевості припадало 76,1 чоловіків;  на 100 жінок у віці від 18 років та старших — 75,1 чоловіків також старших 18 років.
Середній дохід на одне домашнє господарство  становив 80 669 доларів США (медіана — 58 125), а середній дохід на одну сім'ю — 97 519 доларів (медіана — 73 446). За межею бідності перебувало 2,7 % осіб, у тому числі 0,0 % дітей у віці до 18 років та 2,4 % осіб у віці 65 років та старших.
Цивільне працевлаштоване населення становило 578 осіб. Основні галузі зайнятості: фінанси, страхування та нерухомість — 19,6 %, освіта, охорона здоров'я та соціальна допомога — 19,4 %, науковці, спеціалісти, менеджери — 16,6 %.